# 小国城 (出羽国最上郡)
小国城（おぐにじょう）は、山形県最上郡最上町本城にあった日本の城（山城）。岩部楯（館）（いわべのたて）または本城館（ほんじょうたて）と呼ばれた最上細川氏の居館跡地に最上氏の家臣・小国氏（蔵増氏）が築城したとされる。

## 概要

### 構造
最上町の中心街・向町の東方、絹出川左岸に面する標高290メートルの「お城山」に所在する。山麓には、十日町や本城等の集落があり、集落内には「侍屋敷」「丸山屋敷」「庄屋屋敷」「表小路」「中小路」「旦那小路」など、小国城に由来する小字が残っている。
城跡は、お城山の尾根筋にあり、城域のやや北寄りの最高所を本曲輪として、尾根を寸断した堀切を挟んで、南側稜線に段状の小曲輪を連続させている。本曲輪の北西にも、堀切を挟んで東側に小曲輪を配置している。尾根筋両側面の斜面には長い腰曲輪が帯状に廻っている。堀切による区画から、大きく3つの曲輪に分かれているが、帯状の腰曲輪が長く廻り、曲輪同士が連続的な構造となっているため、複郭式の山城というより単郭式山城の大規模なものと見る意見がある。

### 歴史
築城年代は分かっていないが、戦国時代に、現在の最上町域にあたる小国郷を支配した細川直元の居館「岩部楯」（岩部館・本城館とも）が小国城の起源とされ、天正8年（1580年）の最上細川氏滅亡以降の城郭を小国城と呼ぶ。
細川直元は、天童城主の天童頼澄と同盟して最上義光に対抗していたが、義光は天童氏を滅ぼし天正8年（1580年）に山刀伐峠を越えて小国郷にも攻め込んできた。直元は赤倉温泉付近の万騎ヶ原で迎撃するも敗北して討死にし、小国郷は最上氏の領地となった（万騎ヶ原の戦い）。
この時、最上氏の家臣・蔵増安房守（くらぞうあわのかみ）が格別の功を立てたので小国郷を与えられ、嫡子が改姓して小国光基（おぐに あきもと、日向守光忠とも）となり、岩部楯を改修して小国城を築いたという。
その後も小国氏の居城として使われたが、主家・最上氏がお家騒動（最上騒動）で元和8年（1622年）に改易されると、小国氏も佐賀藩鍋島家預かりとなって小国郷を去り、廃城となった。小国郷は仙台の伊達藩に接収され、その後戸沢藩（新庄藩）領となった。

## アクセス
陸羽東線最上駅から徒歩20分程度。最上町向町地区の東端に当たる本城地区の裏山が小国城跡で「お城山」と呼ばれている。城跡にあがる古道は「お城山城跡線」として散策コースとなっている。